# Governador Celso Ramos
Governador Celso Ramos este un oraș în Santa Catarina (SC), Brazilia.